# Moerdijkspoorbrug
De Moerdijkspoorbrug bij Moerdijk overspant het Hollandsch Diep en maakt deel uit van de Spoorlijn Breda - Rotterdam. Het is een van de drie Moerdijkbruggen.

## Historie
De eerste Moerdijkspoorbrug werd geopend op 1 januari 1872. Het ontwerp van de brug was van hoofdingenieur van Staatsspoorwegen Johannes Gregorius van den Bergh; de fundering van de brugpijlers was het werk van Johan Arthur Kool en de metalen bovenbouw werd ontworpen door Theodor Stang. De enkelsporige vakwerkbrug bestond uit veertien boogvormige overspanningen van elk ruim honderd meter, die aan de oever waren gebouwd en vervolgens naar hun plaats werden gevaren. De brugdelen werden geconstrueerd door de Koninklijke Van Vlissingen & Dudok van Heel (Werkspoor NV). Bij de opening was de Moerdijkbrug de langste spoorbrug van Europa. Ten behoeve van de scheepvaart kon de brug aan de Brabantse zijde geopend worden door middel van een draaibrug.
De brug werd gebruikt door de treinen, die tot de dag van opening hun eindpunt hadden bij de haven van het even verderop gelegen Moerdijk aan de zuidzijde respectievelijk in Willemsdorp aan de noordzijde. 
In 1944 werd de brug door de Duitsers vernield om de geallieerden te beletten West-Nederland in te trekken. Hierbij werd een aantal brugpijlers onherstelbaar beschadigd, wat het herstel van de brug enorm vertraagde. Bovendien werd de prioriteit gegeven aan het snelle provisorische herstel van de verkeersbrug, waarvoor een aantal overspanningen van de spoorbrug werden geleend. Pas in 1946 werd de herstelde spoorbrug weer in gebruik genomen. In verband met materiaaltekorten kreeg de nieuwe brug geen veertien, maar slechts tien overspanningen. De zanddam aan het noordelijke uiteinde van de brug werd 400 meter verlengd om het gat op te vullen. Tegelijkertijd werd de halte Willemsdorp opgeheven en de krappe spoorboog die naar de brugoprit leidde verruimd en verlegd.

## Huidige brug
Begin jaren 1950 werden onder leiding van de jonge ingenieur C.L. Wisse de enkelsporige stalen boogbruggen vervangen door de huidige dubbelsporige vakwerkbrug. Veertien verschillende staalbedrijven uit het hele land waren betrokken bij de productie van de enorme hoeveelheden staal die benodigd waren voor de tien nieuwe overspanningen. Omdat het treinverkeer zo min mogelijk hinder mocht ondervinden werden gedurende twee jaar de overspanningen een voor een in hun geheel vervangen. In 1955 was de nieuwe spoorbrug in zijn geheel klaar.

## Foto's

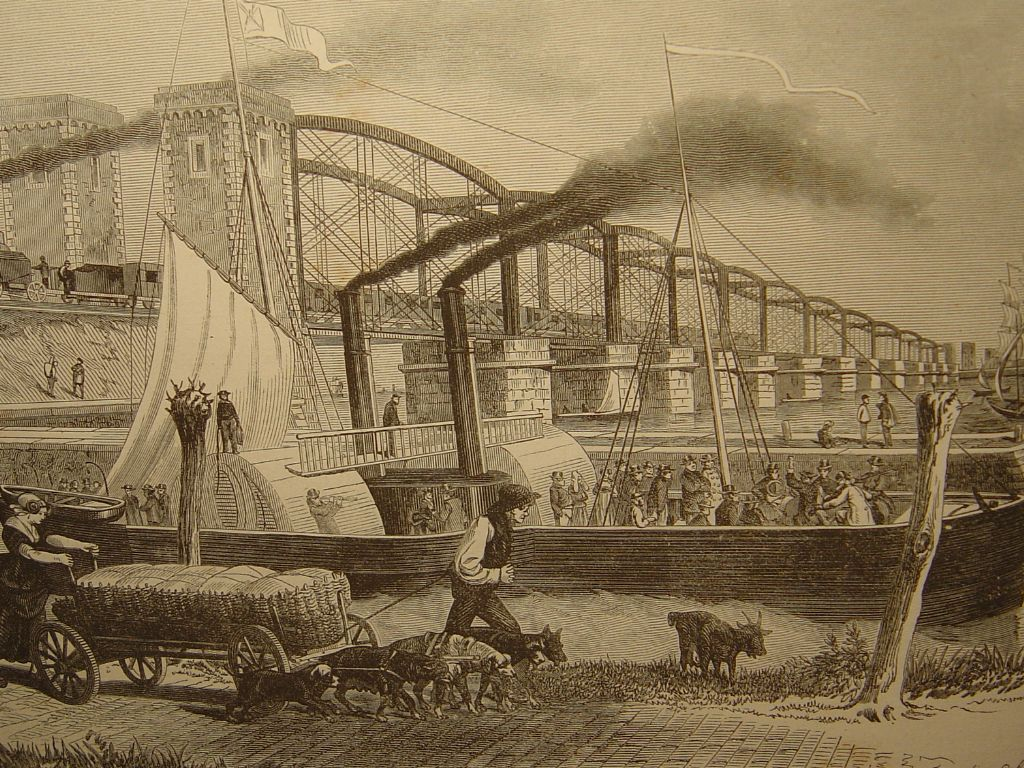
Gravure van de spoorbrug bij de opening, in L'Illustration Européenne
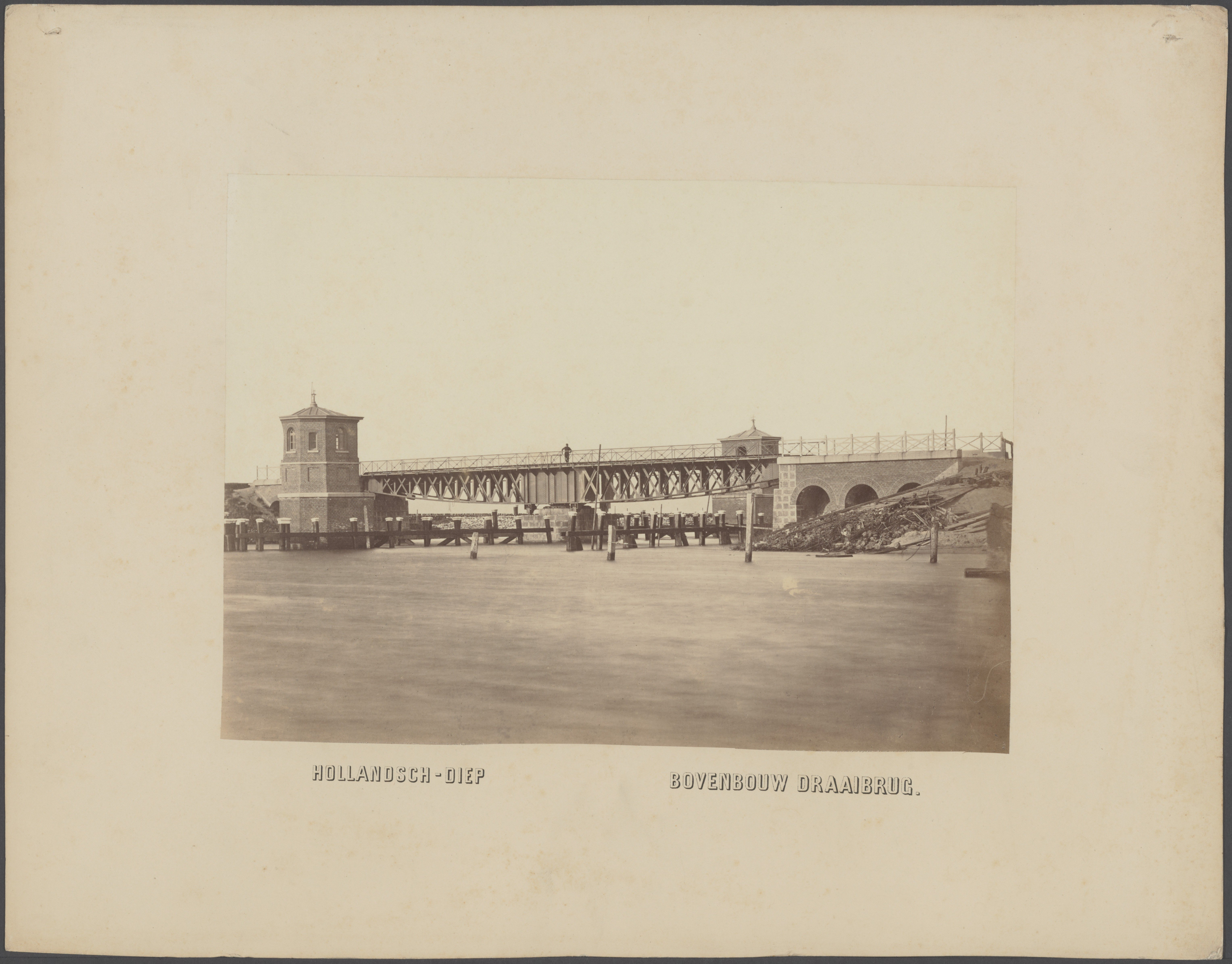
Bovenbouw van de draaibrug, Moerdijkbrug 1865-1870
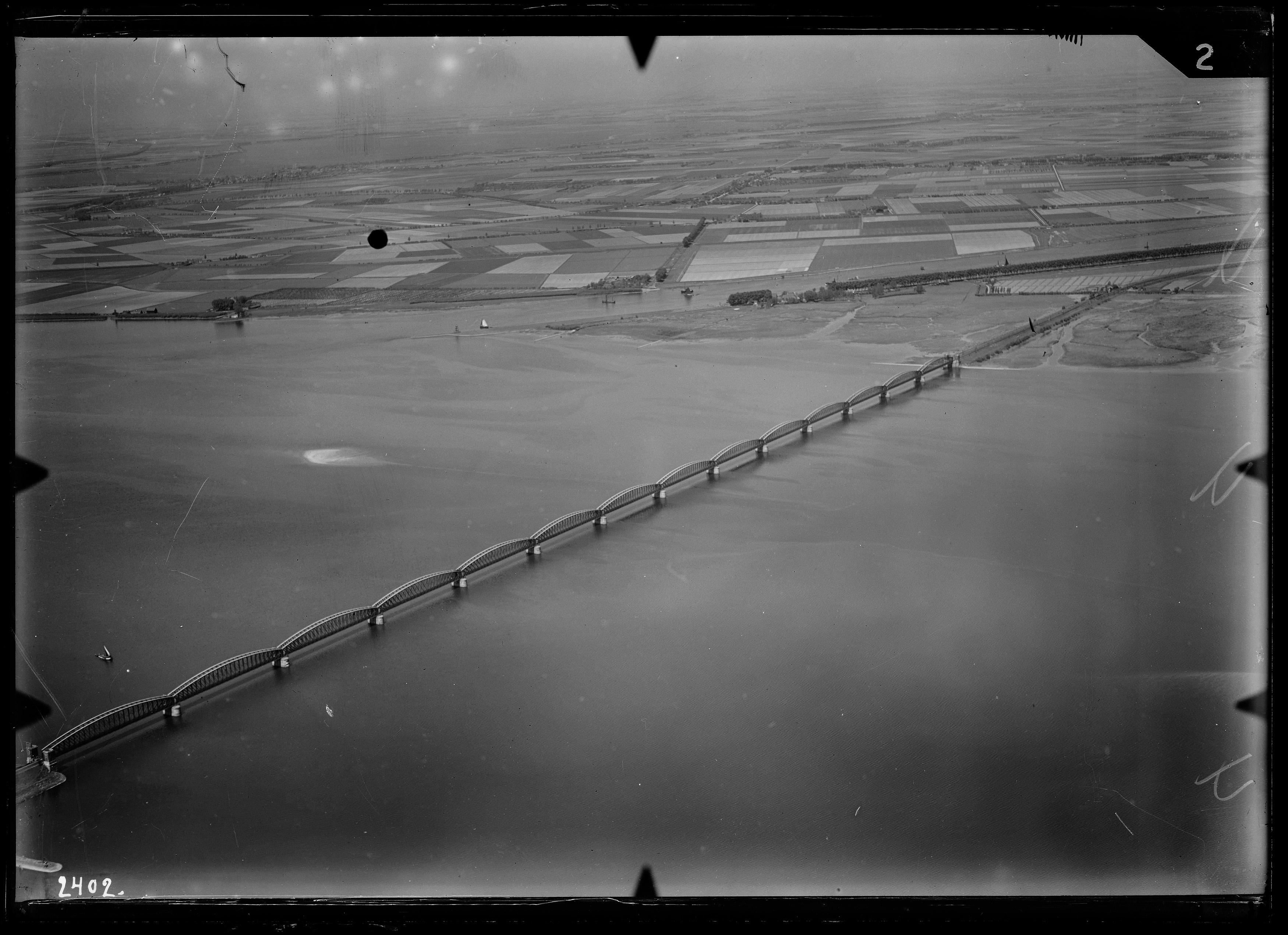
De spoorbrug in de periode 1920-1940
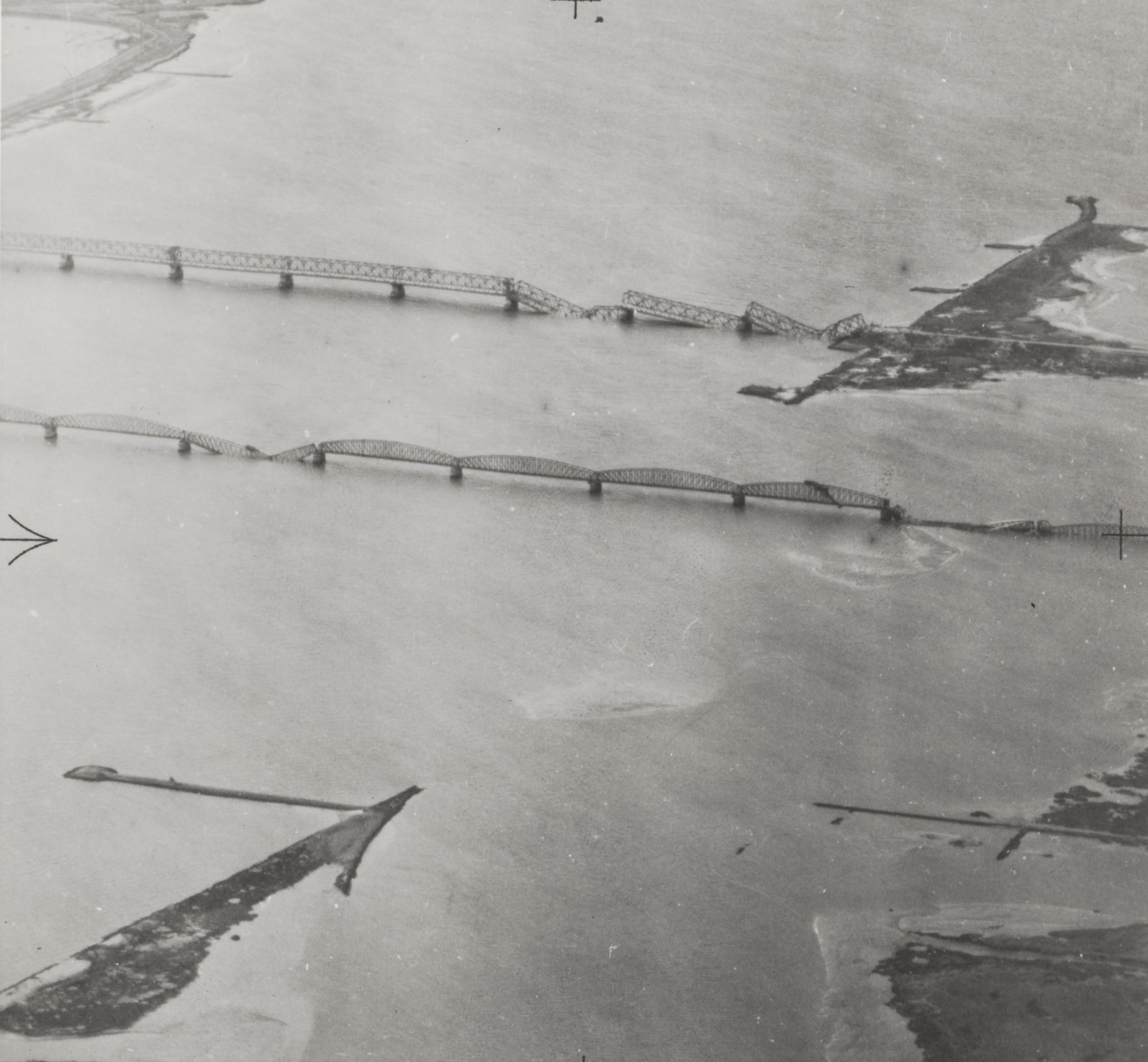
De Moerdijkbruggen na het opblazen door de Duitsers